# بيداكويلين
دواء البيداكويلين، يباع تحت اسم العلامة التجارية سيرتورو، وهو دواء يستخدم لعلاج السل النشط. ويستخدم على وجه التحديد لعلاج السل المقاوم للأدوية المتعددة (MDR-TB) عندما لا يمكن استخدام علاج آخر. وينبغي أن تستخدم جنبا إلى جنب مع ثلاثة على الأقل من أدوية السل الأخرى. يتم استخدامه عن طريق الفم.
وتشمل الآثار الجانبية الشائعة الغثيان، وآلام المفاصل، والصداع، وآلام في الصدر. وتشمل الآثار الجانبية الخطيرة اختلال الكبد، وزيادة خطر الوفاة. في حين لم يتم العثور على ضرر أثناء الحمل، فإنه لم يدرس جيدا في هذه الفئة من السكان. هو في فئة دياريلكوينولينانتيميكوباكتريال من الأدوية.
يعمل هذا الدواء عن طريق منع قدره السل لإنتاجه الطاقة للمحافظة على استمرارة.
تمت الموافقة على بداكويلين للاستخدام الطبي في الولايات المتحدة في عام 2012. وهو مدرج في قائمة الأدوية الأساسية لمنظمة الصحة العالمية، وهي الأدوية الأكثر فعالية وآمنة اللازمة في النظام الصحي. وتبلغ تكلفة ستة أشهر حوالي 900 دولار أمريكي في البلدان المنخفضة الدخل، و 3000 دولار أمريكي في البلدان المتوسطة الدخل، و 30,000 دولار أمريكي في البلدان ذات الدخل المرتفع.

## الاستخدامات الطبية
قد تمت الموافقة رسميا على استخدامه (في ديسمبر 2012) من قبل إدارة الغذاء والدواء الأمريكية (FDA) لاستخدامها في علاج السل، للاستخدام فقط في حالات السل المقاوم للأدوية المتعددة، وأكثر مقاومة للسل المقاوم للأدوية على نطاق واسع.
اعتبارا من عام 2013 كل من منظمة الصحة العالمية (WHO) ومراكز الولايات المتحدة لمكافحة الأمراض (CDC) أوصى (مؤقتا) أن يتم حجز بيداكويلين للمرضى الذين يعانون من السل المقاوم للأدوية المتعددة عندما لا يمكن تصميم نظام الموصى بها خلاف ذلك.

### التجارب السريرية
وقد درس دواء البيداكيلين في مرحلة دراسات بنك الاستثمار الدولي لعلاج السل المقاوم للأدوية المتعددة، في حين أن دراسات المرحلة الثالثة التي تجري حاليا،  ولقد ثبت ايجابياً لتحسين معدلات الشفاء من السل المقاوم للأدوية المتعددة، ولكن مع بعض القلق لزيادة معدلات الوفيات (مزيد من التفاصيل في قسم الآثار السلبية).
وقد درست دراسات صغيرة أيضا استخدامه كعلاج إنقاذ للعدوى الفطرية غير السلية.
وهو مكون من  (بيداكويلين + بريتومانيد + موكسيفلوكساسين + بيرازيناميد) للعلاج التجريبي.

## الآثار الجانبية
وكانت الآثار الجانبية الأكثر شيوعا من بيداكويلين في الدراسات الغثيان، وآلام المفاصل والصدر، والصداع. يحتوي الدواء أيضا على تحذير بداخل مربع أسود لزيادة خطر الموت وعدم انتظام ضربات القلب، المرضى الذين يستخدمون بداكويلين ييجب مراقبة كمية استخدامهم لهذا الدواء. إذا عانى المريض من عدم انتظام ضربات القلب البطيني، يجب عليه وقف بيداكيلين وغيرها من الادوية.
هناك جدل كبير حول الموافقة على هذا الدواء، باعتباره واحد من أكبر الدراسات حتى الآن لسبب حدوث الكثير من الوفيات في المجموعة التي تستخدم بيداكويلين مقارنة مع أولئك الذين يتلقون دواء البلاسيبو.  وقعت 10 حالات وفاة في مجموعة مستخدموا بيداكويلين من أصل 79، في حين وقعت حالتين في مجموعة مستخدموا دواء البلاسيبو من أصل 81. من بين 10 حالات وفاة في بيداكويلين، كان 1 بسبب حادث سيارة، و 5 اعتبرت نتيجة لتطور السل الكامنة و 3 كانت جيدا بعد أن توقف المريض عن تلقي بداكويلين. ومع ذلك لا يزال هناك قلق كبير من ارتفاع معدل الوفيات في المرضى الذين تم علاجهم ببيداكويلين، مما أدى إلى التوصية للحد من استخدامه، والحد من الاستخدام مع الأدوية الأخرى.

## تفاعل الأدوية
البيداكويلين لا ينبغي استخدامة مع ادوية أخرى التي يمكن ان تؤثر على الإنزيمات المسؤولة عن عمليات الأيض (الأكسدة) لهذا الدواء.
استخدامة مع الريفامبين يؤدي إلى انخفاض 52% من فعالية هذا الدواء، مما يؤدي إلى تقليل تعرض الجسم لتأثير الدواء وتقليل تأثيرة كمضادات للبكتيريا.
استخدامة مع الكيتوكونازول يؤدي إلى زيادة بنسبة 22% من فعالية هذا الدواء، وربما زيادة في معدل الاثار الضارة التي شوهدت.
مع ان دواء البيداكويلين يؤدي إلى حدوث اضطرابات في ضربات القلب الا انه يمنع استخدام ادوية لمنع حدوث اضطرابات القلب مع البيداكويلين.
الأدوية الأخرى للسل التي يمكن أن تؤثر على ضربات القلب تشمل الفلوروكينولونات والكلوفازيمين.

## طريقة العمل
يعمل البيداكويلين على غلق المضخات التي توصل وحدات الطاقة الي الخلية البكتيرية المسببة للمرض ، مما يؤدي الي عدم إنتاج الخلية للطاقة اللازمة لها مما يؤدي الي موتها. ويعتبر البيداكويلين أول عضو في فئة جديدة من الأدوية تسمى دياريلكوينولينس.
بيداكويلين مبيد للجراثيم.

## تاريخ الدواء
وقد وصفت بداكويلين لأول مرة في عام 2004 في مؤتمر إنترسسينس حول وكلاء مضادات الميكروبات والعلاج الكيميائي، قد كان الدواء في التنمية لأكثر من سبع سنوات. تم اكتشافه من قبل فريق بقيادة كوين أندريس في يانسن فارماسيوتيكا.
تمت الموافقة على بداكويلين للاستخدام الطبي في الولايات المتحدة في عام 2012 .
يتم تصنيعها من قبل جونسون آند جونسون، الذي سعى للحصول على موافقة سريعة على هذا الدواء، وهو نوع من الموافقة المؤقتة للأمراض التي تفتقر إلى خيارات العلاج الأخرى قابلة للحياة. من خلال الحصول على الموافقة على دواء يعالج مرض السل.
عندما تمت الموافقة عليها من قبل إدارة الغذاء والدواء في 28 ديسمبر 2012، كان أول دواء جديد للسل لأكثر من أربعين عاما.